# TT Circuit Assen
El circuit d'Assen (oficialment, en anglès, TT Circuit Assen) és un circuit de curses situat a Assen, Països Baixos, que va ser construït el 1955. Des del 1949, en què es va instaurar el mundial de motociclisme, Assen ha estat seu del Gran Premi dels Països Baixos (oficialment anomenat Dutch TT), inicialment en un circuit urbà i, des del 1955, en aquest circuit permanent. Des del 1992, a més, el TT Circuit Assen forma part del calendari del campionat del món de SBK. L'única temporada en què tant el Gran Premi com la cursa de SBK no es van disputar al circuit va ser la del 2020 arran de l'escurçament dels respectius campionats a causa de la pandèmia de COVID-19.
Conegut popularment com a The Cathedral of Speed ('La catedral de la velocitat'), el circuit d'Assen té un aforament màxim de 110.000 espectadors i una grada amb 60.000 seients.

## Història
El circuit original d'Assen, de maó i semi-pavimentat, tenia una longitud de 28,57 km (17,75 milles) i es va estrenar al Dutch TT de 1926, després que la primera edició d'aquest trofeu, organitzada pel Motorclub Assen en Omstreken el 1925, s'hagués celebrat a les carreteres rurals properes als pobles de Rolde, Borger, Schoonloo i Grolloo. El guanyador del TT de 1926 va ser Piet van Wijngaarden amb una Norton 500 cc a una velocitat mitjana de 91,4 km/h (56,8 mph). A partir de 1926, el Dutch TT es va celebrar a Assen en un circuit urbà que passava pels termes de De Haar, Barteldsbocht, Oude Tol, Hooghalen, Laaghalen i Laaghalerveen.

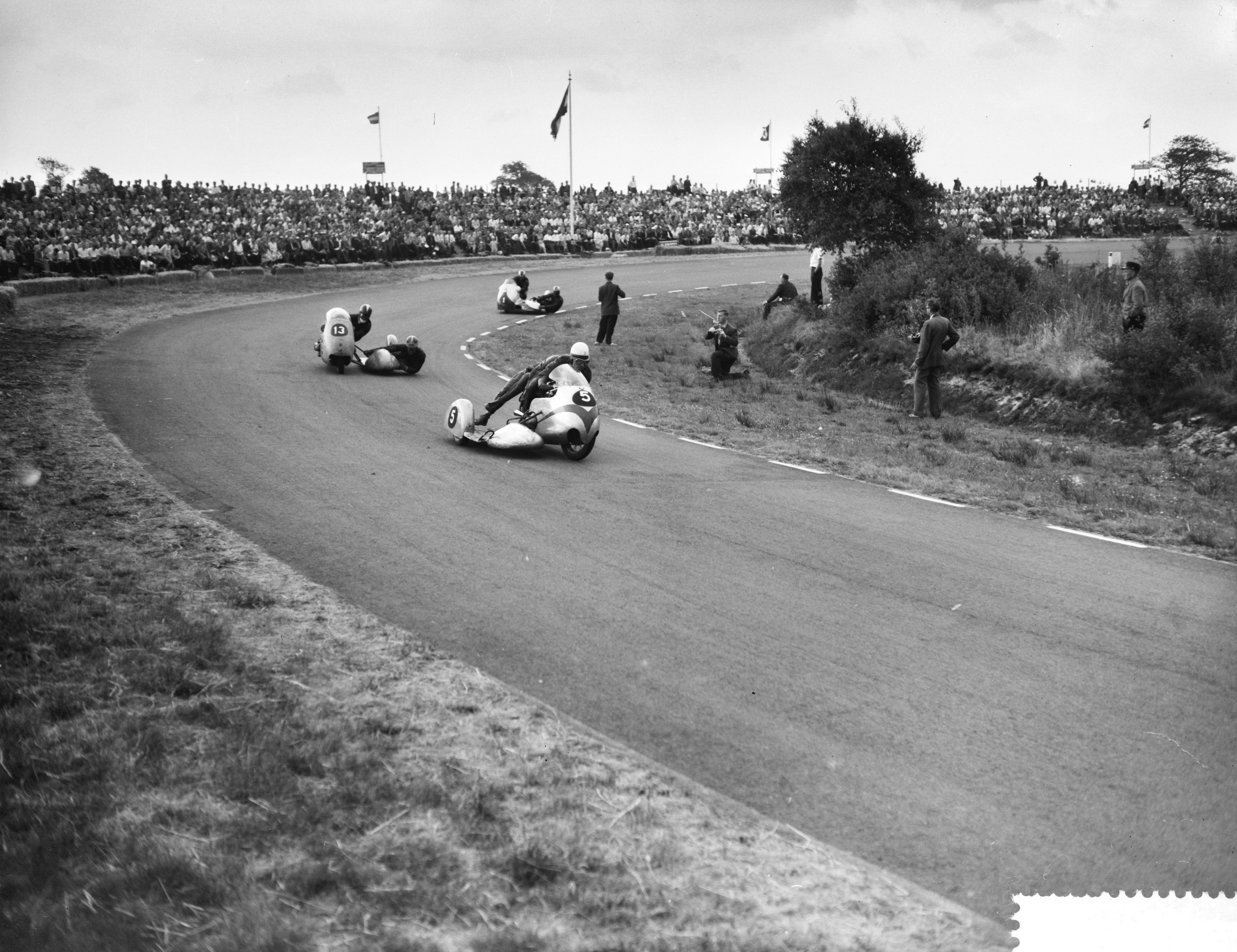
La cursa de sidecars durant el Dutch TT de 1959

El 1951, l'italià Umberto Masetti va aconseguir el rècord de velocitat del circuit amb una Gilera 500 a una velocitat mitjana de 162,35 km/h (100,88 mph). El 1954, l'anglès Geoff Duke va assolir els 170,69 km/h (106,06 mph). El circuit es va mantenir sense canvis fins al 1955, en què se'n va construir un de completament nou aprofitant un terç del circuit urbà original, unit amb trams construïts específicament, però amb menys d'un terç de la seva longitud i molt més semblant a un circuit de curses modern.
Durant el període 1999-2002 es van invertir milions d'euros en millores. El 1999, la direcció del circuit va col·locar una nova tribuna principal i edificis d'hostaleria. El 2000 es va construir una nova torre de control de cursa, així com 34 cabines de boxs recentment equipades i un nou centre mèdic i periodístic. Entre setembre de 2001 i abril de 2002 es van destinar 9 milions d'euros més a l'ampliació de la zona del pàdoc per a passar de 40.000 a 60.000 m². Aquesta actualització va suposar que els revolts de Veenslang i Ruskenhoek s'haguessin de modificar. La recta principal també es va desplaçar uns 50 metres cap a l'est i ara un nou túnel de dos carrils connecta el pàdoc amb la carretera d'entrada principal i el centre d'acreditació/acollida de mitjans. Els angles de Mandeveen i Duikersloot s'han traslladat 10 metres enrere per tal d'habilitar zones de fuita més grans i llits de grava a la part sud del circuit. També s'ha reasfaltat aquesta part de la pista amb paviment nou. En total, el circuit s'ha escurçat dels 6.049 km (3.759 milles) anteriors a 6.027 km (3.745 milles). El cost total d'aquestes millores va ser de 23 milions d'euros.
El 2005, la tribuna del revolt Geert Timmer es va modificar lleugerament. Per tal de millorar la longitud de la zona exterior de grava, la tribuna es va construir de forma 'flotant' per a poder habilitar l'espai addicional que es necessitava. El traçat del circuit també es va modificar lleugerament.
El circuit es va redissenyar considerablement de nou el 2006, en què es va convertir en l'anomenat "A-Style Assen TT Circuit". A causa de totes les alteracions sofertes, només un tram del circuit és original: la línia de meta mai no s'ha canviat. El 21 de setembre de 2009 es va anunciar que s'afegiria una nova xicana, després d'una petició de l'organització A1GP, tot i que finalment l'A1GP no va poder començar la temporada 2009-2010 i fou substituïda per la Superleague Formula.

## Historial del traçat

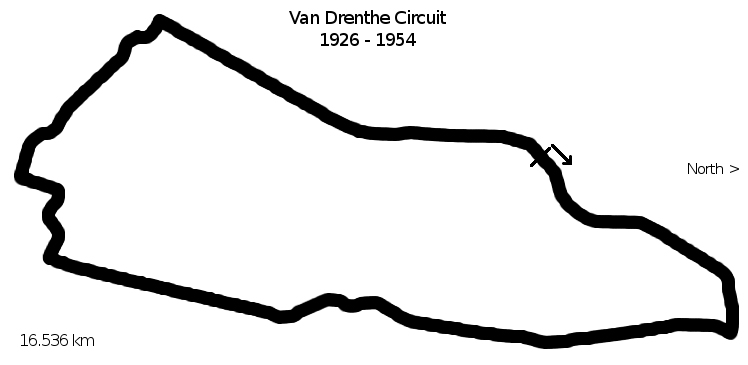
Circuit Dutch TT Van Drenthe original (1926–1954)
Circuit de Gran Premi (1984–2001)
Circuit de Gran Premi (2002–2004)
Circuit de Gran Premi (2005)
Circuit de Gran Premi (2006–actualitat)
Circuit de motociclisme (2010–actualitat)

### Circuit actual

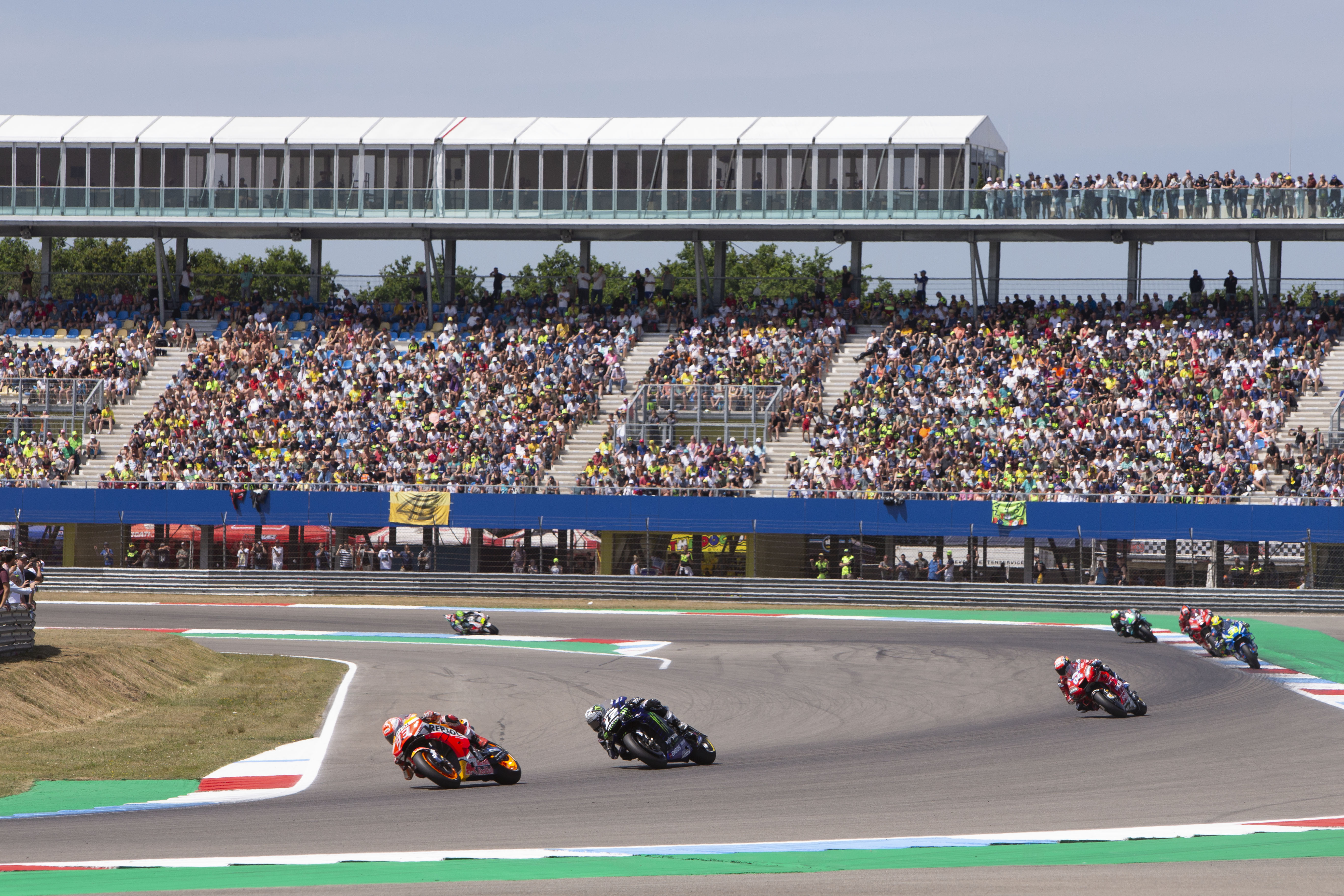
El circuit durant la cursa de MotoGP del Dutch TT del 2019

El circuit d'Assen es va construir el 1955 i inicialment tenia una longitud de 7.705 km (4.788 milles). La pista actual té una longitud de 4.555 km (2.830 milles) en què es barregen rectes planes súper ràpides i revolts lents. La recta més llarga és de 560 m (1.840 peus). Els revolts d'Assen eren tradicionalment peraltats i la superfície és extremadament adherent, de manera que els pilots hi podien conduir molt més ràpid que a d'altres circuits. Actualment, aquests revolts peraltats o corbats s'han modificat per qüestions de seguretat.

### Innovacions
El 6 de juliol de 2004, l'organització va anunciar la intenció de crear un parc d'atraccions situat al nord de la pista. Es preveia que el nou centre fos visitat per 300.000 persones i la inversió total prevista era d'aproximadament 85 milions d'euros.

## Esdeveniments

### Actuals

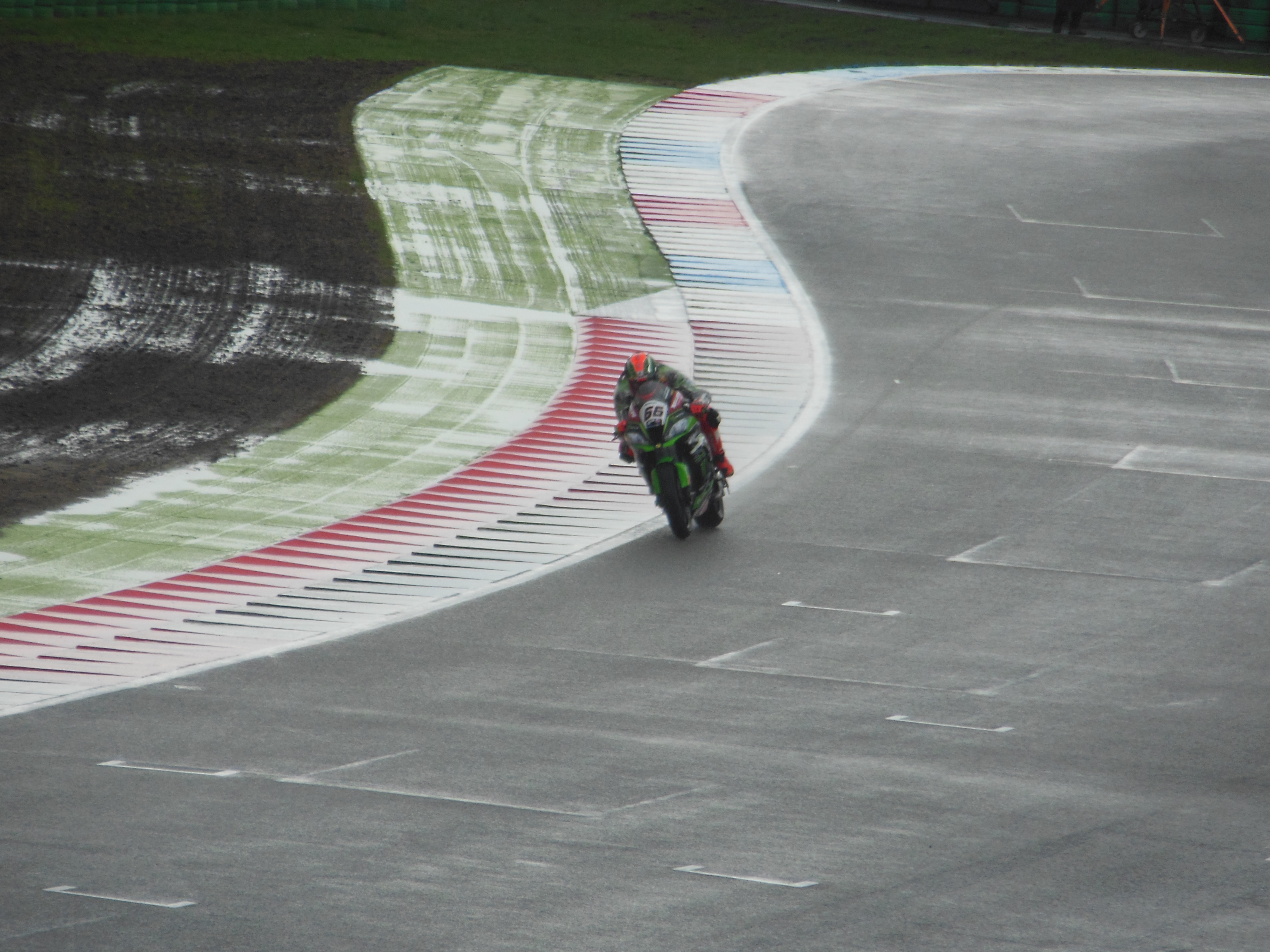
Tom Sykes durant la cursa de SBK d'Assen del 2016

- Abril: Campionat del Món de Superbike, Campionat del Món de Supersport, Campionat del Món de Supersport 300, Northern Talent Cup
- Maig: Ducati Club Races
- Juny: Gran Premi dels Països Baixos ("Dutch TT"), Cursa del mundial de MotoE, Red Bull MotoGP Rookies Cup
- Juliol: Dutch Moto Classic
- Agost: Supercar Challenge Jack’s Casino Racing Days, BOSS GP, Porsche Carrera Cup Benelux, Campionat del Món de sidecars, IDM Superbike Championship, Northern Talent Cup
- Setembre: ADAC Racing Weekend Assen, Tabac Classic Grand Prix
- Octubre: Supercar Challenge Finaleraces

### Anteriors
- ADAC Formel Masters (2008–2011)
- ADAC GT Masters (2008–2011)
- ATS Formel 3 Cup (2004–2012)

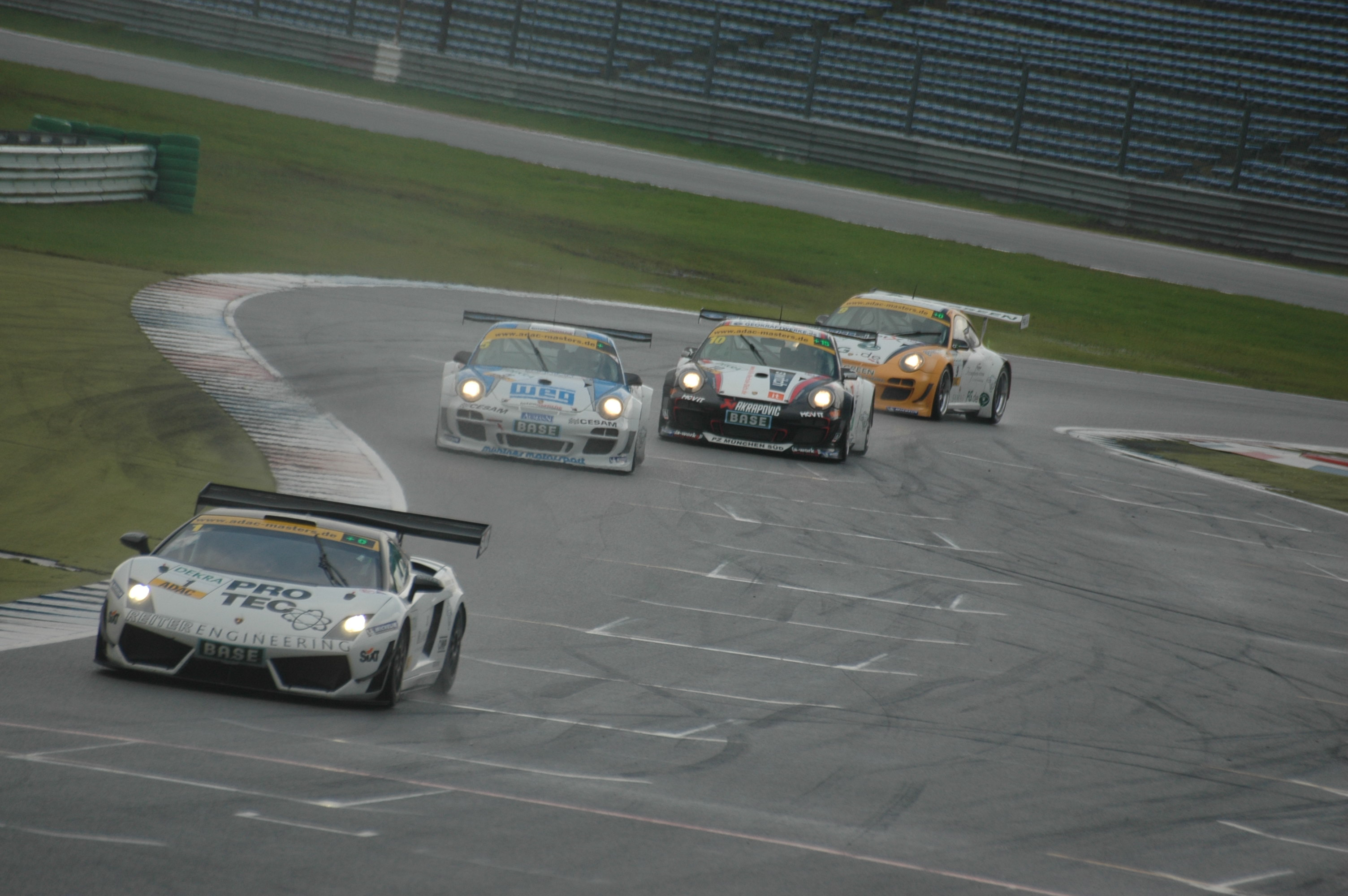
Una cursa de l'ADAC GT Masters del 2011

- Campionat britànic de Superbike (2012–2019)
- Champ Car World Series (2007)
- Deutsche Tourenwagen Masters (2019–2021)
- Campionat d'Europa de curses de camions (2004–2005, 2009)
- Campionat del Món de resistència (1979–1980, 1995–1996, 2003–2006)
- Fórmula 750 (1976–1979)
- Formula Renault Northern European Cup (2006–2017)
- Campionat del Món de motocròs (2015–2018)
- Porsche Carrera Cup Germany (1997)
- Prototype Cup Germany (2023)
- SMP Fórmula 4 Championship (2017–2018)
- Superleague Fórmula (2010–2011)
- TCR Europe Touring Car Series (2018)
- W Series (2019)

## Rècords de volta
Els rècords oficials de volta ràpida en cursa al TT Circuit Assen a partir de setembre del 2023 són els següents:
| Categoria                                           | Temps                                               | Pilot                                               | Vehicle                                             | Any                                                 | Esdeveniment                                        |
| Circuit de motociclisme: 4.542 km (2010–actualitat) | Circuit de motociclisme: 4.542 km (2010–actualitat) | Circuit de motociclisme: 4.542 km (2010–actualitat) | Circuit de motociclisme: 4.542 km (2010–actualitat) | Circuit de motociclisme: 4.542 km (2010–actualitat) | Circuit de motociclisme: 4.542 km (2010–actualitat) |
| --------------------------------------------------- | --------------------------------------------------- | --------------------------------------------------- | --------------------------------------------------- | --------------------------------------------------- | --------------------------------------------------- |
| MotoGP                                              | 1:32.500                                            | Aleix Espargaró                                     | Aprilia RS-GP                                       | 2022                                                | Dutch TT                                            |
| World SBK                                           | 1:33.620                                            | Álvaro Bautista                                     | Ducati Panigale V4 R                                | 2022                                                | Assen World SBK                                     |
| BSB                                                 | 1:36.330                                            | Leon Haslam                                         | Kawasaki Ninja ZX-10RR                              | 2018                                                | Assen BSB                                           |
| Moto2                                               | 1:36.690                                            | Raúl Fernández                                      | Kalex Moto2                                         | 2021                                                | Dutch TT                                            |
| Fórmula Renault 2.0                                 | 1:37.177                                            | Steijn Schothorst                                   | Tatuus FR2.0/13                                     | 2013                                                | Assen Fórmula Renault 2.0 NEC                       |
| World SSP                                           | 1:37.607                                            | Nicolò Bulega                                       | Ducati Panigale V2                                  | 2023                                                | Assen World SSP                                     |
| MotoE                                               | 1:40.281                                            | Jordi Torres                                        | Ducati MotoE                                        | 2023                                                | Dutch TT                                            |
| Moto3                                               | 1:41.190                                            | John McPhee                                         | Husqvarna FR250GP                                   | 2022                                                | Dutch TT                                            |
| Fórmula Renault 1.6                                 | 1:46.425                                            | Roy Geerts                                          | Signatech FR 1.6                                    | 2013                                                | Assen Fórmula Renault 1.6 NEC                       |
| Supersport 300                                      | 1:48.952                                            | Jeffrey Buis                                        | Kawasaki Ninja 400                                  | 2023                                                | Assen Supersport 300                                |
| 250cc                                               | 1:50.823                                            | Kilian Holzer                                       | KTM RC4 R                                           | 2023                                                | Assen Northern Talent Cup                           |
| Circuit de Gran Premi: 4.555 km (2006–actualitat)   |                                                     |                                                     |                                                     |                                                     |                                                     |
| BOSS GP/F1                                          | 1:17.109                                            | Ingo Gerstl                                         | Toro Rosso STR1                                     | 2023                                                | Assen BOSS GP                                       |
| BOSS GP/Fórmula Renault 3.5                         | 1:20.478                                            | Antônio Pizzonia                                    | Dallara T12                                         | 2023                                                | Assen BOSS GP                                       |
| Champ Car                                           | 1:20.727                                            | Dan Clarke                                          | Panoz DP01                                          | 2007                                                | Bavaria Champ Car Grand Prix                        |
| Superleague Fórmula                                 | 1:23.547                                            | Yelmer Buurman                                      | Panoz DP09                                          | 2010                                                | Assen Superleague Fórmula                           |
| BOSS GP/GP2                                         | 1:23.875                                            | Gary Hauser                                         | Dallara GP2/08                                      | 2016                                                | Assen BOSS GP                                       |
| Turismes de Classe 1                                | 1:26.123                                            | Fabio Scherer                                       | Audi RS5 Turbo DTM 2020                             | 2020                                                | Assen DTM                                           |
| FA1                                                 | 1:26.831                                            | Dani Clos                                           | Lola B05/52                                         | 2014                                                | Assen FA1                                           |
| Fórmula 3                                           | 1:31.903                                            | Markus Pommer                                       | Dallara F306                                        | 2011                                                | 2a ronda Assen German F3                            |
| LMP3                                                | 1:32.023                                            | Jan Marschalkowski                                  | Ligier JS P320                                      | 2023                                                | Assen Prototype Cup Germany                         |
| CN                                                  | 1:33.364                                            | Alex Cascatau                                       | Norma M20-FC                                        | 2020                                                | 2n Assen GT & Prototype Challenge                   |
| GT3                                                 | 1:33.743                                            | Mike Rockenfeller                                   | Audi R8 LMS Evo                                     | 2021                                                | Assen DTM                                           |
| Fórmula Renault 2.0                                 | 1:34.963                                            | Gilles Magnus                                       | Tatuus FR2.0/13                                     | 2017                                                | Assen Fórmula Renault NEC                           |
| Fórmula Regional                                    | 1:35.384                                            | Emma Kimiläinen                                     | Tatuus F3 T-318                                     | 2019                                                | Assen W Series                                      |
| MotoGP                                              | 1:36.558                                            | Valentino Rossi                                     | Yamaha YZR-M1                                       | 2009                                                | Dutch TT                                            |
| Porsche Carrera Cup                                 | 1:38.410                                            | Larry ten Voorde                                    | Porsche 911 (992) GT3 Cup                           | 2023                                                | Assen Porsche Carrera Cup Benelux                   |
| Fórmula 4                                           | 1:38.474                                            | Michael Belov                                       | Tatuus F4-T014                                      | 2018                                                | Assen SMP F4                                        |
| World SBK                                           | 1:38.680                                            | Noriyuki Haga                                       | Ducati 1098R                                        | 2009                                                | Assen World SBK                                     |
| Lamborghini Super Trofeo                            | 1:39.034                                            | Max Weering                                         | Lamborghini Huracán LP 620-2 Super Trofeo EVO       | 2020                                                | 2n Supercar Challenge                               |
| 250cc                                               | 1:40.340                                            | Álvaro Bautista                                     | Aprilia RSA 250                                     | 2008                                                | Dutch TT                                            |
| ADAC Formel Masters                                 | 1:40.409                                            | Dennis Vollmair                                     | Dallara Formulino                                   | 2009                                                | Assen ADAC Formel Masters                           |
| World SSP                                           | 1:40.836                                            | Cal Crutchlow                                       | Yamaha YZF-R6                                       | 2009                                                | Assen World SSP                                     |
| Turismes TCR                                        | 1:43.563                                            | Dennis de Borst                                     | Hyundai i30 N TCR                                   | 2020                                                | 2n Supercar Challenge                               |
| 125cc                                               | 1:45.098                                            | Sergio Gadea                                        | Aprilia RS125R                                      | 2006                                                | Dutch TT                                            |
| GT4                                                 | 1:45.223                                            | Reinhard Kofler                                     | KTM X-Bow GT4                                       | 2021                                                | Assen DTM Trophy                                    |
| Fórmula Renault 1.6                                 | 1:46.198                                            | Anton de Pasquale                                   | Signatech FR 1.6                                    | 2014                                                | Assen Fórmula Renault 1.6 NEC                       |
| Curses de camionetes                                | 1:50.118                                            | Daniël de Jong                                      | MWV6 Pick Up                                        | 2014                                                | Assen MW-V6 Pickup Series                           |
| Curses de camions                                   | 2:10.057                                            | Antonio Albacete                                    | MAN TGS                                             | 2009                                                | Assen ETRC                                          |
| Circuit de Gran Premi: 5.997 km (2005)              |                                                     |                                                     |                                                     |                                                     |                                                     |
| MotoGP                                              | 2:00.991                                            | Valentino Rossi                                     | Yamaha YZR-M1                                       | 2005                                                | Dutch TT                                            |
| World SBK                                           | 2:04.685                                            | Chris Vermeulen                                     | Honda CBR1000RR                                     | 2005                                                | Assen World SBK                                     |
| 250cc                                               | 2:05.191                                            | Sebastián Porto                                     | Aprilia RSV 250                                     | 2005                                                | Dutch TT                                            |
| World SSP                                           | 2:08.865                                            | Katsuaki Fujiwara                                   | Honda CBR600RR                                      | 2005                                                | Assen World SSP                                     |
| 125cc                                               | 2:13.536                                            | Héctor Faubel                                       | Aprilia RS125R                                      | 2005                                                | Dutch TT                                            |
| Circuit Nacional: 3.851 km (2005)                   |                                                     |                                                     |                                                     |                                                     |                                                     |
| Fórmula 3                                           | 1:18.602                                            | Martin Hippe                                        | Dallara F303                                        | 2005                                                | Assen German F3                                     |
| Fórmula Renault 2.0                                 | 1:20.762                                            | Renger van der Zande                                | Tatuus FR2000                                       | 2005                                                | Assen Fórmula Renault 2.0 Netherlands               |
| Curses de camions                                   | 1:52.800                                            | Markus Oestreich                                    | Volkswagen Titan                                    | 2005                                                | Assen ETRC                                          |
| Circuit de Gran Premi: 6.027 km (2002–2004)         |                                                     |                                                     |                                                     |                                                     |                                                     |
| MotoGP                                              | 1:59.472                                            | Valentino Rossi                                     | Yamaha YZR-M1                                       | 2004                                                | Dutch TT                                            |
| World SBK                                           | 2:02.395                                            | Colin Edwards                                       | Honda VTR1000SP2                                    | 2002                                                | Assen World SBK                                     |
| 250cc                                               | 2:03.469                                            | Dani Pedrosa                                        | Honda RS250R                                        | 2004                                                | Dutch TT                                            |
| World SSP                                           | 2:06.922                                            | Katsuaki Fujiwara                                   | Suzuki GSX600R                                      | 2003                                                | Assen World SSP                                     |
| 125cc                                               | 2:10.123                                            | Jorge Lorenzo                                       | Derbi RSA 125                                       | 2004                                                | Dutch TT                                            |
| Circuit Nacional: 3.904 km (2002–2004)              |                                                     |                                                     |                                                     |                                                     |                                                     |
| Fórmula 3                                           | 1:15.928                                            | Thomas Holzer                                       | Dallara F302                                        | 2004                                                | Assen German F3                                     |
| Fórmula Renault 2.0                                 | 1:18.067                                            | Pascal Kochem                                       | Tatuus FR2000                                       | 2004                                                | Assen Fórmula Renault 2000 Germany                  |
| Circuit de Gran Premi: 6.049 km (1984–2001)         |                                                     |                                                     |                                                     |                                                     |                                                     |
| 500cc                                               | 2:02.471                                            | Tadayuki Okada                                      | Honda NSR500                                        | 1999                                                | Dutch TT                                            |
| World SBK                                           | 2:03.914                                            | Carl Fogarty                                        | Ducati 996 RS                                       | 1999                                                | Assen World SBK                                     |
| 250cc                                               | 2:05.696                                            | Valentino Rossi                                     | Aprilia RSV 250                                     | 1999                                                | Dutch TT                                            |
| World SSP                                           | 2:08.748                                            | James Whitham                                       | Yamaha YZF-R6                                       | 2001                                                | Assen World SSP                                     |
| 125cc                                               | 2:13.225                                            | Noboru Ueda                                         | Honda RS125R                                        | 1999                                                | Dutch TT                                            |
| 80cc                                                | 2:30.790                                            | Ian McConnachie                                     | Krauser 80                                          | 1986                                                | Dutch TT                                            |
| Circuit Nacional: 3.919 km (1981–2001)              |                                                     |                                                     |                                                     |                                                     |                                                     |
| World SBK                                           | 1:23.110                                            | Raymond Roche                                       | Ducati 888 SBK                                      | 1992                                                | Assen World SBK                                     |
| Superturismes                                       | 1:27.325                                            | Laurent Aïello                                      | Peugeot 406                                         | 1996                                                | Assen STW                                           |
| Circuit de Gran Premi: 7.685 km (1981–1983)         |                                                     |                                                     |                                                     |                                                     |                                                     |
| 500cc                                               | 2:47.470                                            | Kenny Roberts                                       | Yamaha YZR500                                       | 1983                                                | Dutch TT                                            |
| 250cc                                               | 2:57.790                                            | Carlos Lavado                                       | Yamaha TZ 250                                       | 1983                                                | Dutch TT                                            |
| 125cc                                               | 3:05.620                                            | Ángel Nieto                                         | Garelli 125 GP                                      | 1983                                                | Dutch TT                                            |
| 50cc                                                | 3:24.870                                            | Eugenio Lazzarini                                   | Garelli 50 GP                                       | 1983                                                | Dutch TT                                            |
| Circuit de Gran Premi: 7.717 km (1976–1980)         |                                                     |                                                     |                                                     |                                                     |                                                     |
| 500cc                                               | 2:54.500                                            | Virginio Ferrari                                    | Suzuki RG 500                                       | 1979                                                | Dutch TT                                            |
| 350cc                                               | 3:02.500                                            | Patrick Fernandez                                   | Yamaha TZ 350                                       | 1977                                                | Dutch TT                                            |
| 250cc                                               | 3:02.800                                            | Kork Ballington                                     | Kawasaki KR250                                      | 1979                                                | Dutch TT                                            |
| 125cc                                               | 3:13.200                                            | Ángel Nieto                                         | Minarelli 125 GP                                    | 1979                                                | Dutch TT                                            |
| 50cc                                                | 3:33.500                                            | Eugenio Lazzarini                                   | Kreidler 50 GP                                      | 1977                                                | Dutch TT                                            |